# Desequilibrio en la proporción de sexos en China
Durante años, los datos del censo en China han registrado un desequilibrio significativo en la proporción de sexos hacia la población masculina, lo que significa que hay menos mujeres que hombres. Este fenómeno a veces se conoce como las «mujeres desaparecidas» o «niñas desaparecidas» de China. En 2021, el informe oficial del censo de China mostró una proporción de sexos de 112 nacimientos masculinos por cada 100 nacimientos femeninos, en comparación con un promedio mundial de 105 o 106 nacimientos masculinos por cada 100 femeninos. Esto representa una disminución desde un máximo de 118 nacimientos masculinos por cada 100 femeninos entre 2002 y 2008. El desequilibrio de sexos en algunas áreas rurales e incluso ciudades es mayor, con 130 niños por cada 100 niñas (por ejemplo, Shenzhen).
Algunas investigaciones iniciales sobre el desequilibrio en la proporción de sexos apuntaron a prácticas de aborto selectivo por sexo tras la implementación de la política del hijo único en China. Sin embargo, varios estudios han concluido que la proporción de sexos en China estaba, de hecho, más cerca de la norma, con estadísticas de población sesgadas por la edad debido a la cantidad de personas rurales que no registraban a sus bebés niñas (es decir, para evitar las políticas de planificación familiar de China).: 175–176  Estos estudios observaron que la proporción de sexos comenzó a equilibrarse alrededor de los 7 años, cuando los niños eran registrados para la escuela.: 176  De manera similar, en diciembre de 2016, investigadores de la Universidad de Kansas informaron que las mujeres desaparecidas podrían ser en gran medida el resultado de un subregistro administrativo y que el registro tardío de mujeres, en lugar de prácticas de aborto selectivo por sexo, podría explicar hasta 10 o 15 millones de las mujeres desaparecidas desde 1982. Los investigadores encontraron que las mujeres no registradas aparecen en los censos gubernamentales décadas después debido al registro tardío, ya que las familias intentaban evitar sanciones cuando nacían niñas, lo que implica que la disparidad de sexos probablemente se exageró significativamente en análisis anteriores.

## Contexto
Amartya Sen observó que en China, el rápido desarrollo económico estuvo acompañado de un empeoramiento de la mortalidad femenina y proporciones de sexos más altas. Aunque China ha sido tradicionalmente discriminatoria hacia las mujeres, un declive significativo en la población femenina ocurrió después de 1979, el año siguiente a la implementación de las reformas económicas y sociales bajo Deng Xiaoping. Sen concluyó que había tres razones por las que el entorno para las mujeres chinas había deteriorado, particularmente desde 1979:
La política del hijo único se implementó en 1979 en un esfuerzo por controlar el tamaño de las familias, lo que significaba tener una «familia de un solo hijo» para la mayoría de las familias chinas, con algunas excepciones. Debido a una fuerte preferencia por los hijos, estas medidas obligatorias resultaron en el descuido de las niñas y, en algunos casos, llevaron a infanticidios femeninos. China no parecía estar sistematizando la fertilización selectiva por sexo o prácticas previas a la concepción; por lo tanto, se asumía que el 10 % de las niñas desaparecían en algún momento después de la concepción: ya sea en el útero o en la primera infancia. La mortalidad infantil femenina aumentó drásticamente en los años inmediatamente posteriores a las reformas de 1979; algunas estadísticas implican que la mortalidad infantil femenina se duplicó de 1978 a 1984.
Una crisis general en los servicios de salud surgió después de las reformas económicas, ya que la financiación para los extensos programas de atención médica rural de China había provenido en gran parte de las brigadas de producción agrícola y colectivos. Cuando las reformas económicas abolieron estas estructuras tradicionales, fueron reemplazadas por el sistema de responsabilidad familiar, lo que significó que la agricultura permaneció concentrada dentro de la familia y la disponibilidad de instalaciones comunales en el extenso sistema de atención médica rural de China se restringió. En general, el efecto de una restricción en los servicios médicos fue neutral, pero en una sociedad rural china que valoraba a los hombres y menospreciaba a las mujeres, la reducción en los servicios de atención médica afectó significativamente de manera negativa a las mujeres y las niñas.
El sistema de responsabilidad familiar implicó una reducción de la participación de las mujeres en el trabajo agrícola remunerado. Al mismo tiempo, las oportunidades de empleo fuera de la agricultura eran generalmente escasas para las mujeres. Según el análisis de conflictos cooperativos de Sen, «quién realiza un trabajo productivo y quién contribuye cuánto a la prosperidad de la familia puede ser muy influyente», el efecto de este cambio sistemático en las mujeres dentro del hogar fue negativo, porque las mujeres tenían menos poder de negociación en sus familias. Esta realidad motivó a las familias a preferir niños sobre niñas, lo que contribuyó a una menor atención hacia las niñas.

## Causas
Las causas de la alta proporción de sexos en China resultan de una combinación de una fuerte preferencia por hijos, la política del hijo único, el fácil acceso al aborto selectivo por sexo, la escasez de alimentos y la discriminación y abusos contra las mujeres.

### Preferencia por hijos en la cultura histórica y tradicional china
La cultura patriarcal confuciana tradicional de China tiene una fuerte preferencia por los hijos sobre las hijas. Esta preferencia proviene de varias percepciones: los hijos son vistos como la continuación de la línea familiar, los que ofrecen el culto a los antepasados y los principales herederos de la herencia. En contraste, las hijas a menudo se consideran una carga financiera. Después del matrimonio, las hijas generalmente pasan a formar parte de la familia del esposo y ya no son responsables del cuidado de los padres ancianos o enfermos.
Con el desarrollo socioeconómico, la modernización y el avance de las mujeres, la preferencia por los hijos ha disminuido en muchas áreas urbanas de China. Sin embargo, en algunas familias estrictamente tradicionales y áreas rurales, la preferencia por los hijos aún existe y ha resurgido bajo la política del hijo único. Los mayores déficits de mujeres aparecen en partes de la China rural, donde hay casos de 140 nacimientos masculinos por cada 100 femeninos.

### Medidas de planificación familiar del siglo XX
Desde 1949 hasta 1979, Mao Zedong osciló entre ver a las grandes poblaciones como una fuente de fortaleza y reconocer los peligros de la superpoblación. Aunque Mao había considerado las sugerencias de los economistas a mediados de la década de 1950 sobre la posible creación de una organización nacional de planificación familiar, más tarde volvió a abogar por un rápido crecimiento de la población durante el Gran Salto Adelante.
Las campañas de control poblacional no avanzaron hasta después de 1971, cuando el gobierno central abogó por una serie de medidas voluntarias, como edades de matrimonio más tardías, intervalos fijos de años entre nacimientos y un límite de dos hijos. Tras la muerte de Mao, Deng Xiaoping asumió el poder en 1978. Bajo su liderazgo, las medidas anticonceptivas se convirtieron en políticas prioritarias en el contexto de la planificación familiar. Deng creía que el control de la población era esencial para el crecimiento económico y fue a extremos en torno al control reproductivo para lograr ese objetivo. En medio de una cultura política urgente de ambición económica y de desarrollo, el gobierno implementó la política del hijo único en 1979.

### Política del hijo único
A lo largo de la década de 1970, China experimentó un auge poblacional significativo. En un esfuerzo por mejorar las condiciones ambientales y económicas limitando el crecimiento poblacional, China implementó su política del hijo único en 1979. La política promulgó una serie de reglas que dictaban la composición sancionada gubernamentalmente de una familia china: cada hogar podía tener un nacimiento, y arriesgaba consecuencias que iban desde multas hasta esterilización forzada si violaban las regulaciones. La política se aplicó estrictamente en áreas urbanas donde la densidad residencial era generalmente más alta, y sus efectos diferían según la región: no se aplicó fuertemente entre las minorías étnicas del país, y se hicieron varias excepciones entre la población mayoritaria han. Al Partido Comunista de China se le dijo que usara una «persuasión paciente y minuciosa» ya que esto ayudaría a las personas a adaptarse a las ideas de planificación familiar. También se hicieron excepciones para familias en las que el primer y único hijo tenía una discapacidad.
Xuefeng Chen, director del Centro Infantil Chino en Pekín, afirmó: «es innegable que los hijos únicos crearán una sociedad diferente, primero debemos mejorar las oportunidades y habilidades de los hijos únicos en la comunicación social, la interacción y el desarrollo». Los hijos únicos en China están privados de las experiencias vividas por sus madres y padres. Se considera que su bienestar está en riesgo; pueden mostrar el comportamiento estereotípico de los hijos únicos, o ser caracterizados como mimados, egoístas y poco sociables. La política del hijo único ha sido llamada «la más trascendental y de mayor alcance en sus implicaciones para la población y el desarrollo económico de China». Las libertades reproductivas de la población china fueron utilizadas como una herramienta política para la modernización social.
La política del hijo único destacó una preferencia tradicional por los hijos; sus resultados incluyeron tasas más altas de aborto selectivo por sexo, abandono de niñas y, en algunos casos, infanticidio femenino. La política también resultó en un aumento del subregistro de nacimientos femeninos y adopciones. Todos estos factores contribuyeron al fenómeno de las «mujeres desaparecidas», cuyas consecuencias sociales pueden observarse en una sobreabundancia de hombres solteros y un aumento en el secuestro y tráfico de mujeres para matrimonio y trabajo sexual.
La política del hijo único fue finalizada y reemplazada por una política de dos hijos en 2016 y luego por una política de tres hijos en 2021.

### Escasez de alimentos
Uno de los principales factores que llevaron a la creación de la política del hijo único fue la insuperable escasez de alimentos en China, que dio al gobierno la autoridad para tener cantidades de poder sin precedentes sobre las comunidades rurales y la propiedad de sus tierras. A partir de 1956, el estado o los gobiernos locales reclamaron la propiedad de todas las tierras rurales a través de confiscaciones obligatorias y compensaciones por debajo del valor de mercado. Como resultado, los agricultores se vieron limitados en su capacidad para generar capital, ya que no podían vender, alquilar o comprar tierras para hacer parcelas más viables económicamente o usar la tierra como garantía para préstamos. El control del gobierno sobre la tierra también disminuyó los incentivos individuales para trabajar duro, ya que los agricultores no podían obtener ganancias de los cultivos que producían, lo que llevó a una hambruna a gran escala y a una profundización de la brecha entre la élite de la sociedad y sus poblaciones más vulnerables.
Los problemas de escasez de alimentos se agravaron aún más por las sucesivas sequías en la cuenca del Río Amarillo, suroeste y sur de China, la Llanura del Norte de China y el Río Yangtsé de 1958 a 1960. Esto resultó en condiciones agrícolas deplorables para casi todas las regiones de China y desencadenó la Gran hambruna china de 1959-1961.

### Aborto selectivo por sexo
La preferencia por los hijos, la política del hijo único y la tecnología de identificación prenatal de sexo han ayudado a la propagación de la discriminación prenatal en partes de China donde el aborto es legal. Los procedimientos abortivos selectivos por sexo resultan en un exceso de nacimientos masculinos, lo que luego sesga significativamente las proporciones de sexos dentro de una población. Según China Statistics Press 2013, la proporción de sexos al nacer en China fue de 111 en 1990, 117 en 2001, 121 en 2005 y 119 en 2010. Aproximadamente entre el 37-45 % de las mujeres desaparecidas de China pueden haber desaparecido antes del nacimiento. Los investigadores encontraron que los abortos selectivos por sexo pueden crear problemas sociales a largo plazo dentro de las poblaciones. La escasez de mujeres puede ser perjudicial para la igualdad de género: las poblaciones reducidas de mujeres ejercen un poder cívico reducido. En regiones donde el matrimonio es esencial para el avance social, la escasez de novias y madres puede llevar a un aumento de secuestros, matrimonios forzados y violencia.
Algunos argumentan que el aborto selectivo por sexo tiene beneficios. El acceso a la determinación prenatal de sexo aumenta el nacimiento deseado de hijos, reduciendo así la discriminación y el abandono de niñas después del nacimiento. India, Corea del Sur y China han reportado una menor mortalidad femenina en la última década. También se ha argumentado que la escasez de mujeres lleva a una mayor valoración de las mujeres que nacen; su estatus social se eleva como resultado. El aborto selectivo por sexo también empodera a las madres para elegir el sexo de su hijo; debido a la preferencia por los hijos, una mujer puede ganar reconocimiento familiar a través de su capacidad para producir un hijo.

### Infanticidio femenino al nacer
El infanticidio femenino es el asesinato de bebés niñas debido a una preferencia por bebés masculinos. Aunque las niñas recién nacidas tienen una ventaja biológica sobre los niños recién nacidos para sobrevivir su primer año de vida, la mortalidad prematura causada por el infanticidio, así como la malnutrición y la negligencia en la atención médica, llevan a una tasa de mortalidad infantil femenina que supera la de los hombres en China. Los estudiosos encontraron que, en algunas partes rurales de China, «hasta la mitad de todos los recién nacidos a veces eran asesinados por sus familias».
Como señala Sen, las prácticas de infanticidio femenino han ocurrido a lo largo de la historia china. La Gran hambruna china durante 1959-1961 llevó a muchas familias a elegir el infanticidio femenino como medio para conservar alimentos y recursos. Más recientemente, la política del hijo único de China jugó un papel importante en las tasas elevadas de infanticidio femenino. En septiembre de 1997, el Comité Regional de la Organización Mundial de la Salud para el Pacífico Occidental afirmó que «se estimaba que más de 50 millones de mujeres estaban "desaparecidas" en China debido al asesinato institucionalizado y la negligencia de niñas debido al programa de control de población de Pekín que limita a los padres a un hijo».
La política de control de población de China reveló una fuerte preferencia cultural preexistente por los hijos, lo que amplió la disparidad entre las tasas comparativas de infanticidio masculino y femenino. Tradicionalmente, las hijas crecen para «casarse fuera» y dejar a sus familias, mientras que los hombres permanecen financieramente útiles durante el resto de sus vidas. Las niñas son vistas como cargas con poca recompensa, especialmente entre muchos de los países vecinos de China. El Quan Han Shu menciona que no se celebraban festividades cuando nacía una hija en una familia próspera, y que las personas pobres ni siquiera criaban a sus hijas.
En una encuesta natural reciente en China en 2003, el 37 % de las mujeres jóvenes, predominantemente urbanas, dijeron que no tenían preferencia de género y el 45 % reportó que su familia ideal consistiría en un niño y una niña. La eliminación de bebés femeninas ha contribuido al fenómeno conocido como «mujeres desaparecidas». El infanticidio femenino, los abortos selectivos por sexo, el ahogamiento y la retención de atención médica y nutrición son posibles consecuencias de la restrictiva política del hijo único.

#### Abandono de niñas bebés
Bajo la política del hijo único, algunos padres chinos en áreas rurales abandonaron a sus hijas muy jóvenes para aumentar la posibilidad de criar un hijo. Más del 95 % de los bebés en orfanatos estatales son niñas bebés sanas, mientras que un alto porcentaje de estas niñas abandonadas mueren dentro de un par de meses debido a las malas condiciones y la negligencia sanitaria en los orfanatos. Los padres que abandonaron a sus hijas dejan a sus hijos ya sea cerca de sus hogares o en lugares públicos para asegurar que los bebés puedan ser encontrados por otros. Según un funcionario en la provincia de Liaoning, «cada año, no menos de 20 bebés niñas abandonadas son encontradas en basureros y esquinas».

### Mala atención médica y malnutrición
La negligencia en la atención médica adecuada y la nutrición para niñas y mujeres contribuye a las mujeres desaparecidas. La discriminación contra las hijas después del nacimiento lleva a una atención médica deficiente y malnutrición, y, en muchos casos, a la muerte prematura. Para las mujeres adultas, las condiciones de vida temprana influyen directamente en su salud y mortalidad más adelante en la vida. Según las tradiciones chinas, el período de «zuò yuèzi» (坐月子), o los primeros 30 o 40 días postnatales, es un período de convalecencia esencial para las madres para asegurar su salud futura. Si no se les brinda apoyo o cuidado durante este período (por ejemplo, algunas mujeres rurales realizan trabajos agrícolas pesados durante el «zuò yuèzi»), los riesgos potenciales incluyen complicaciones de salud y muerte prematura.

### Uso de anticonceptivos
En un intento por controlar la población del país en 2015, el gobierno chino amplió las oportunidades para el uso de anticonceptivos. «Hace 20 años, si ibas a los pueblos rurales, podías ver los lemas en la pared que decían, "Si tienes un hijo, DIU por favor, si tienes dos hijos, esterilización por favor"», dijo Kaining Zhang, un médico investigador de la Asociación de Investigación de Salud y Desarrollo de Yunnan. «Todavía hay una fuerte influencia [de esa] política». Las actitudes hacia la salud reproductiva han cambiado drásticamente en todo el país. La salud sexual a menudo se mantenía en privado y no se discutía abiertamente. Una encuesta realizada por la Universidad de Renmin en 2015 indica que más de la mitad de los encuestados piensa que el sexo premarital es aceptable. Las opiniones tradicionales sobre la salud sexual y la anticoncepción están cambiando rápidamente, afectando principalmente a la generación joven y soltera.
China tiene una de las tasas más altas de uso de anticonceptivos en el mundo, incluso en comparación con otros países asiáticos. Entre el 84,6 % de las mujeres que están actualmente casadas o en unión utilizan alguna forma de anticoncepción. Estados Unidos tiene una tasa más baja del 78,6 %. Japón, un país vecino, ha reportado una prevalencia tan baja como el 54,3 %. La política del hijo único promulgada en 1979 es el principal contribuyente al aumento del uso de anticonceptivos. En un intento por reducir realmente la población, las políticas de planificación familiar de China enfatizan el control de natalidad y muchas formas están disponibles tanto en áreas urbanas como rurales de forma gratuita. Las estrictas implicaciones de la política del hijo único permitieron que muchas mujeres recibieran métodos anticonceptivos, sin embargo, generalmente solo beneficia a las que están casadas. La población joven que no está cubierta no está casada y, por lo tanto, cae en la brecha del embarazo no deseado. La Comisión Nacional de Población y Planificación Familiar supervisó las opiniones de China al hacer mejoras con el aumento del acceso al control de natalidad y también a la educación sexual. Proporcionar a las mujeres acceso y apoyo social al uso de anticonceptivos no solo permite el control de la población, sino que también permite a las familias discutir sus opciones antes de considerar opciones de aborto. Las Perspectivas Internacionales de Planificación Familiar afirman: «el efecto de la preferencia de sexo en la procreación se está volviendo más fuerte a medida que la fertilidad disminuye, porque las parejas deben lograr el número deseado de hijos dentro de un número total menor de hijos». Aunque los anticonceptivos no siempre están relacionados con la preferencia de sexo, «una mejora en el estatus de las mujeres y las niñas debería ayudar a reducir la preferencia por los hijos y una mejora en la salud materna e infantil y los servicios de planificación familiar debería ayudar a reducir el número de abortos en el país».

### No registro y subregistro de bebés niñas al nacer
Algunas de las mujeres desaparecidas en China resultan del subregistro y el no registro de bebés niñas. La política de planificación familiar se implementa de manera desproporcionada en toda China, especialmente en áreas rurales. Para dejar oportunidades de tener hijos varones y evitar pagar multas por hijos fuera de cuota, algunos padres en áreas rurales de China no registran a sus bebés niñas, lo que lleva a un déficit de niñas registradas como residentes. Aunque es responsabilidad de los líderes de las aldeas hacer cumplir la política, subreportarán el número de nacimientos para no enfrentar sanciones de autoridades superiores.
El estudio encontró que las proporciones de sexos de los grupos de edad durante la política del hijo único eran similares a las de los nacidos en el período sin la política de un solo hijo. El estudio también encontró cantidades significativas de mujeres que aparecen después de los diez años debido al registro tardío en diferentes grupos de edad. Por ejemplo, la proporción de sexos para la población nacida en 1990 fue de 111, pero la proporción de sexos para la misma población cayó a 103 en 2010 debido a 4,8 millones de nacimientos registrados tardíamente, con más de 900,000 mujeres más que hombres. El mismo patrón de proporción se repitió en otros años, con cada cohorte no registrada teniendo de 550,000 a 950,000 mujeres más que hombres.
El grado de discrepancia de datos, la precisión de los datos del censo y el desafío en relación con el desequilibrio de la proporción de sexos en China aún están en disputa entre los estudiosos.

## Consecuencias del fenómeno

### Hombres sin esposa
Desde que la determinación prenatal de sexo estuvo disponible a mediados de la década de 1980, China ha presenciado grandes cohortes de hombres excedentes que nacieron en ese momento y ahora están en edad de casarse. El número estimado de hombres excedentes fue de 2,3, 2,7 y 2,1 millones en los años 2011, 2012 y 2013, respectivamente. En los próximos 20 años, se prevé un exceso del 10-20 % de hombres jóvenes en grandes partes de China. Estos futuros esposos en edad de casarse, conocidos como «guang gun» (光棍), traducido como «ramas desnudas» o «palos desnudos», viven en sociedades donde el matrimonio se considera parte del estatus social de un individuo. La determinación prenatal de sexo junto con la preferencia tradicional de China por los hijos sobre las hijas ha dejado a millones de hombres compitiendo por un número limitado de novias, un fenómeno conocido como la compresión del mercado matrimonial. En ocasiones, las familias adoptaban bebés femeninas como una forma de asegurar una futura novia para sus hijos. Estas niñas serían criadas por sus familias adoptivas para aprender a cuidar y servir a sus futuras familias.
Dado que las mujeres tienden a casarse con hombres de grupos socioeconómicos más altos que los suyos, la escasez de mujeres en el mercado matrimonial dejará a los hombres menos deseables, los más pobres y sin educación sin perspectivas de matrimonio.
Algunos comentaristas temen que los hombres sin esposa puedan ser marginados ya que ser soltero apenas es socialmente aceptable en un contexto cultural chino. La vida de estos hombres sin esposa podría verse gravemente influenciada por cómo los ve el público. Pueden tener sentimientos de soledad, fracaso personal e inutilidad y ser propensos a problemas psicológicos. También existe la posibilidad de que estos hombres jóvenes emigren fuera de China continental a otros países con más mujeres, si el problema persiste.
Una visión alternativa sugiere que la escasez de mujeres podría tener algunos efectos positivos en la sociedad. Frente a la disminución de las posibilidades de encontrar esposas, los hombres entre la cohorte excedente están más ansiosos por mejorar su competitividad en el mercado matrimonial. Algunos están más dispuestos a aceptar trabajos desagradables o peligrosos, proporcionando así más mano de obra. Esperan que cuanto más ricos se vuelvan, más competitivos serán para encontrar una esposa.

### Propensión a la violencia
El impacto social futuro de los «guang gun» sigue siendo un tema de preocupación. La mayoría de los chinos consideran que los «guang gun» probablemente influirán en comportamientos delictivos. Un comentarista temprano predijo que «crímenes sexuales como matrimonios forzados, robo de mujeres para esposas, bigamia, visitas a prostitutas, violación, adulterio… homosexualidad… y hábitos sexuales extraños parecen ser inevitables». Los datos anuales a nivel provincial para los años 1988–2004 mostraron que un aumento del 1% en la proporción de sexos se traduce en un incremento del 3% en las tasas de crímenes violentos y contra la propiedad, lo que sugiere que los hombres solteros podrían explicar parte del aumento en la delincuencia. Por el contrario, el matrimonio reduce la criminalidad masculina. Un estudio en China encontró que las personas comparten estas preocupaciones: el 65% de 7435 personas en edad reproductiva piensa que la delincuencia aumentará, el 53% está preocupado por calles menos seguras, el 60% considera que estos hombres excedentes son una amenaza para la estabilidad social, y el 56% cree que la proporción de sexos desequilibrada resultará en un aumento de la prostitución y el tráfico.
Voces opuestas argumentan que no hay evidencia que respalde estas preocupaciones. Tras comparar áreas con alta y baja proporción de sexos, la delincuencia en áreas con más hombres no fue mayor que en áreas con proporciones bajas. Además, en comparación con otros países, las tasas de delincuencia en China son relativamente bajas.

### Tráfico sexual de mujeres
La escasez de mujeres en China está aumentando la demanda de novias entre los «guang gun» (hombres solteros). Los expertos estiman que para 2030, el 25% de los hombres chinos en sus treintas tardíos permanecerán solteros debido al fenómeno de las mujeres desaparecidas. Las familias en partes más rurales de China recurren a la compra y venta de novias secuestradas y las obligan a tener hijos de sus hijos. Las novias a veces son secuestradas desde la frontera con Birmania. Las mujeres traficadas son sometidas a abusos sexuales, físicos y emocionales, trabajo forzado y, en algunos casos, medicaciones forzadas destinadas a mejorar la fertilidad. Si los captores están más interesados en tener hijos, las mujeres a veces son liberadas, siempre que dejen atrás a los hijos que tuvieron mientras estaban cautivas. La mayoría de las mujeres secuestradas tienen entre 13 y 24 años. Las fuerzas del orden a menudo ignoran los reportes de mujeres desaparecidas y, en ocasiones, hacen que las familias paguen para encontrar a sus hijas y esposas. Las víctimas de tráfico que escapan enfrentan violaciones a las leyes de inmigración por parte de las autoridades chinas, así como estigma social al regresar a sus comunidades.

### Prevalencia de trabajadoras sexuales
Un problema potencial con un gran número de hombres sin esposa es que muchos millones de trabajadoras sexuales chinas parecen provenir de una amplia gama de orígenes. Aunque la prostitución es ilegal en China, podría haber una expansión de trabajadoras sexuales femeninas para satisfacer la creciente demanda de hombres sin esposa. En China, la industria del trabajo sexual femenino ha florecido en el siglo XX.
El número de trabajadoras sexuales femeninas en China aumentó de 25,000 en 1985 a 420,000 en 1996. La Oficina de Seguridad Pública de China estimó que para el año 2000 había entre 4 y 6 millones de trabajadoras sexuales en China. El Departamento de Estado de EE. UU. estimó en 2001 que había 10 millones de trabajadoras sexuales en China.

### Riesgo potencial de VIH
En los últimos años, los hombres excedentes han entrado en la esfera de riesgo de VIH. La investigación sugiere que los efectos combinados de prácticas sexuales, trabajo sexual y hombres excedentes probablemente tengan impactos en la transmisión del VIH. Como resultado, los hombres excedentes jóvenes, pobres y solteros podrían convertirse en un nuevo grupo significativo de riesgo de VIH. Antes de que estos hombres encuentren esposas, podrían estar en mayor riesgo de infección por VIH de trabajadoras sexuales femeninas en áreas urbanas.
Según el cirujano policial y el oficial de salud municipal de Shanghái, la propagación de infecciones de transmisión sexual tiene una relación cercana con los hombres jóvenes solteros. Para la mayoría de los trabajadores migrantes solteros en China, hay una brecha sustancial entre el conocimiento sobre el VIH y el uso poco frecuente de condones. Basado en una muestra de 506 migrantes, aproximadamente la mitad de ellos tenía múltiples parejas sexuales y el 89% de estos migrantes no usaba condones.

### Tasa de fertilidad
En 1965, catorce años antes de que se implementara la política de hijo único, la tasa de fertilidad total de China era de 6.39 nacimientos por mujer. Tras la política de hijo único en 1979, la tasa de fertilidad cayó a 2.75 nacimientos por mujer y continuó disminuyendo rápidamente en los años siguientes. Inicialmente, el objetivo de China era reducir la tasa de fertilidad al nivel de reemplazo de 2.1 nacimientos por mujer, pero la tasa continuó cayendo y ahora está en 1.09 nacimientos por mujer.
Los demógrafos advierten que tasas de fertilidad tan bajas pueden dificultar el desarrollo de un país y China ha comenzado a cambiar sus políticas para aumentar su tasa de fertilidad y evitar adversidades futuras. En 2015, el gobierno chino decidió cambiar la política de hijo único e implementó una política de dos hijos. Algunos investigadores argumentan que la preferencia por hijos junto con la política de hijo único son factores que contribuyen a una proporción de sexos desequilibrada que ha dejado a millones de hombres solteros incapaces de casarse y formar una familia.
Académicos y periodistas fuera de China argumentan que simplemente abandonar la política de hijo único ayudará a aumentar el número de niñas nacidas en China y, por lo tanto, a aumentar la tasa de fertilidad futura. Aunque la política de dos hijos está ahora en vigor, las parejas siguen optando por mantener hogares de un solo hijo debido al costoso cuidado infantil y la creciente reticencia de las mujeres a dejar sus carreras para criar una familia.

### Envejecimiento de la población
El gran número de mujeres que faltan también contribuye al problema del envejecimiento de la población en China. Dado que las mujeres y los hombres son conjuntamente responsables de la reproducción social, un déficit de mujeres provocará una reducción del número de recién nacidos actuales y futuros, acelerando en última instancia el problema del envejecimiento en China. Según las previsiones, basándose en la actual proporción de sexos, la población anciana en China aumentará en torno a un 3% anual durante los próximos 30 años. Las personas mayores de 65 años en China representarán el 15% de la población entre 2025 y 2030, mientras que los mayores de 60 años representarán una cuarta parte de la población en 2050. Este rápido aumento de la población anciana también agravará la carga social del sistema de seguros de pensiones.

### Efectos económicos
Los resultados económicos a largo plazo del fenómeno de las mujeres desaparecidas en China son motivo de un debate diverso. Algunos académicos argumentan que, a corto plazo, las tasas de fertilidad decrecientes crean una proporción ventajosa de productores abundantes frente a poblaciones más pequeñas que dependen de esa productividad (niños, bebés, mujeres embarazadas, etc.). Sin embargo, otros argumentan que, con el tiempo, a medida que las poblaciones económicamente productivas envejecen, el número de dependientes disminuye y las proporciones se inclinan hacia el otro lado.

## Reacciones

### Cambio en leyes y políticas
Para controlar la proporción de sexos desequilibrada, causada por los efectos combinados de la preferencia por hijos, el aborto selectivo por sexo y la política de hijo único, el gobierno chino ha tomado algunas medidas efectivas. Ya existen leyes que prohíben el infanticidio, el abandono y la negligencia de niñas. También hay sanciones por tráfico y secuestro. El gobierno chino también ha publicado leyes que prohíben la determinación del sexo fetal y el aborto selectivo por sexo.
China ha reclutado a hombres jóvenes solteros de entornos pobres en el Ejército Popular de Liberación y en la Policía Armada Popular.
Mejorar el estatus de las mujeres también puede ayudar a reducir la proporción de sexos al nacer. El gobierno chino presta más atención a los derechos legales de las mujeres, especialmente a su desarrollo económico. Se ha puesto más énfasis en formular leyes y regulaciones para el estatus económico de las mujeres, oportunidades educativas, herencia de propiedades familiares, disposición al matrimonio y apoyos para la vejez.
Desde 2005, se otorgan 600 yuanes chinos por mes como pensión a los padres en áreas rurales que tienen hijas. En 2000, para establecer un mejor entorno de supervivencia para las niñas en la ciudad de Chaohu, provincia de Anhui, se creó e implementó en 2003 la «Zona Experimental de Chaohu para Mejorar el Entorno de Supervivencia de las Niñas». Las principales actividades incluyeron «establecer organizaciones especializadas, realizar capacitaciones, castigar a aquellos encontrados cometiendo abortos selectivos por sexo no médicos e infanticidio, abogar por regulaciones y leyes que aborden la igualdad de género, realizar discusiones en grupos focales para suegras, ayudar a las mujeres a participar en actividades socioeconómicas proporcionando apoyo económico, fomentar la participación activa de los hombres en la mejora del estatus de las mujeres, fortalecer el sistema de seguridad social y popularizar los matrimonios uxorilocales (en los que los esposos se casan en las familias de nacimiento de las esposas), además de otras actividades». Los resultados después de tres años fueron alentadores: la proporción de sexos al nacer disminuyó de más de 125 en 1999 a 114 en 2002. Basado en este programa, en 2003, la Comisión de Población y Planificación Familiar inició una campaña llamada «Cuidar a las Niñas» para animar a las parejas a considerar las ventajas de tener hijas. Los resultados también fueron significativos: una encuesta en 2007 mostró que la preferencia por hijos había disminuido en las áreas participantes y la proporción de sexos al nacer en las zonas rurales de la provincia de Shanxi cayó de 135 en 2003 a 118 en 2007.
Tras el descubrimiento del subregistro de nacimientos femeninos, el desequilibrio de género previamente pensado probablemente fue exagerado. Sin embargo, las mujeres no registradas no pueden disfrutar de oportunidades de empleo ni de seguridad social. Los científicos instaron al gobierno chino a registrar a las mujeres «desaparecidas» y brindar apoyo a la población no reconocida.

#### Política de dos hijos
A principios de 2017, el gobierno chino modificó sus leyes de planificación familiar para permitir que las parejas casadas tengan un segundo hijo. En 2016, la Comisión Nacional de Salud y Planificación Familiar de China informó que los nacimientos en hospitales nacionales alcanzaron los 18.46 millones y la tasa de fertilidad llegó al 1.7 por ciento, la más alta desde el año 2000. El efecto de la nueva política para relajar las regulaciones de planificación de nacimientos ha desmentido los 400 millones de nacimientos evitados. Desde que se promulgó la política, se encontraron 261.4 millones de personas no registradas que han vivido en su residencia durante al menos 6 meses. El cambio de política ha aliviado la presión sobre los padres para participar en abortos selectivos por sexo o incluso evitar registrar bebés mujeres al nacer, ya que ahora tienen espacio para dos hijos. La implementación de la política de dos hijos ha dado a las familias espacio para crecer y controlar la población en el país, de una manera más manejada y humana. Aunque se implementó la política de dos hijos, la política social de 35 años es poco probable que genere un baby boom, en un intento de impulsar el crecimiento económico. Se cree que el país es una verdadera sociedad de un solo hijo incluso cuando se les da la opción de ampliar el número de hijos en su familia. No se espera que la política de dos hijos sirva como un baby boom, sino más bien como un aumento moderado en la fertilidad entre las mujeres chinas. Todavía hay efectos resultantes de la política de hijo único que la política de dos hijos intenta revertir, incluido el envejecimiento de la población, la reducción en la proporción de sexos al nacer, elementos más opresivos de la política infantil, contribuciones al crecimiento económico y permitir la libertad a las parejas para tener el número deseado de hijos.

#### Respuestas políticas
Aunque hay un daño extenso a la proporción de género en todo el país, aún es posible implementar cambios para beneficiar a las futuras generaciones del país. Según la Asociación Médica Canadiense, es crucial tanto prohibir la selección de sexo como abordar el problema principal de la preferencia por hijos. Muchas leyes ya prohíben la determinación del sexo fetal en países de Asia, incluida China, pero sigue siendo un problema. Establecer responsabilidad para aquellos que realizan actos ilegales como el aborto es un paso más hacia garantizar una sociedad saludable y orientada a la familia. Hacer que los médicos, clínicas y establecimientos rindan cuentas por ley se cree que hará una diferencia asombrosa en la preferencia por sexo.
La preferencia por hijos en general es un desafío importante en el país. Es primordial difundir conciencia pública a través de campañas, medios y carteles que incluyan las ventajas de las mujeres. Los resultados de muchas campañas como la campaña «Cuidar a las Niñas» en China, por la Comisión Nacional de Población y Planificación Familiar, fomenta los nacimientos femeninos y solicita la participación de muchos países vecinos. En uno de los condados participantes en la provincia de Shanxi, la proporción de sexos al nacer se redujo de 135 en el año 2003 a 117 solo tres años después.

### Cambio en las actitudes
Aunque la proporción de sexos al nacer en China sigue siendo una de las más altas del mundo, evidencia creciente ha mostrado que la preferencia por hijos en China está disminuyendo. En entrevistas recientes, muchos adultos jóvenes chinos expresaron la opinión de que no les importa el género de su futuro hijo, aunque la preferencia por hijos era común en la generación de sus padres. Un estudio reciente mostró que entre el 34% que no afirma ser indiferente al género, el 13% (10% urbano, 16% rural) prefiere un niño, y el 21% (22% urbano y 18% rural) quiere una niña. Hesketh señala que al considerar las ventajas de criar niñas, incluyendo que son más fáciles de cuidar, más fáciles de encontrarles un esposo y cuidan bien de los padres ancianos, la indiferencia de género y la preferencia por niñas aumentan en comparación con la preferencia por hijos anterior.
En el contexto de tasas de fertilidad y nacimientos más bajas dentro de China, las políticas de igualdad de género han experimentado un cambio ambiguo, pero palpable. Con un menor número de niños que requieren responsabilidad doméstica, se podría asumir que las mujeres pueden salir más a menudo de los roles de cuidado infantil esperados de ellas. Sin embargo, los estudios han mostrado que las presiones sociales sobre un hijo único (es decir, la tendencia a ver al único hijo como el heredero «todo o nada» en el que depende el éxito de la familia) también han creado presiones sociales sobre las madres. Además, tasas de fertilidad más bajas y tasas de educación más altas trabajan en contra de la disminución de las preferencias culturales chinas por hijos, lo que a su vez crea una proporción de sexos más desequilibrada. Antes de la política de hijo único, con la llegada de la planificación familiar, el fomento de matrimonios tardíos, tasas de fertilidad más bajas y más hombres que mujeres también aumentaron el tráfico sexual femenino; la prostitución podría verse como una fuente de ingresos para familias con una sola hija, o una oportunidad para el matrimonio forzado en el caso de hombres sin esposa.

### General
- Aborto selectivo por sexo
- Mujeres en China